# Basketligan 1997/1998
Basketligan 1997/1998

## Grundserie

### A1
| Plats | Lag                       | Spelade | Vinster | Förluster | Poäng     | +/-  | Poäng |
| ----- | ------------------------- | ------- | ------- | --------- | --------- | ---- | ----- |
| 1     | Plannja Basket            | 32      | 24      | 8         | 2849-2574 | +275 | 48    |
| 2     | Solna Vikings             | 32      | 21      | 11        | 2942-2636 | +306 | 42    |
| 3     | 08 Stockholm Human Rights | 32      | 20      | 12        | 2714-2691 | +23  | 40    |
| 4     | M7 Borås                  | 32      | 15      | 17        | 2686-2730 | -44  | 30    |
| 5     | Södertälje BBK            | 32      | 14      | 18        | 2760-2588 | 172  | 28    |
| 6     | Sallén Basket             | 32      | 13      | 19        | 2467-2500 | -33  | 26    |

### A2
| Plats | Lag                  | Spelade | Vinster | Förluster | Poäng     | +/-  | Poäng |
| ----- | -------------------- | ------- | ------- | --------- | --------- | ---- | ----- |
| 1     | Norrköping Dolphins  | 32      | 20      | 12        | 2928-2763 | +165 | 40    |
| 2     | Sundsvall Dragons    | 32      | 20      | 12        | 2574-2527 | +47  | 40    |
| 3     | New Wave Sharks      | 32      | 19      | 13        | 2807-2703 | +104 | 38    |
| 4     | Jämtland Ambassadors | 32      | 13      | 19        | 2722-2999 | -277 | 26    |
| 5     | Kvarnby Evergreens   | 32      | 11      | 21        | 2573-2730 | -157 | 22    |
| 6     | 24Store Highlanders  | 32      | 2       | 30        | 2171-2752 | -581 | 4     |

## Slutspel

### Åttondelsfinaler
| Datum                                           | Match                 | Resultat |
| ----------------------------------------------- | --------------------- | -------- |
| Södertälje Kings - Jämtland Ambassadors (2 - 0) |                       |          |
| 1998                                            | Södertälje - Jämtland | 103 - 76 |
| 1998                                            | Jämtland - Södertälje | 72 - 98  |
| Sallén Basket - New Wave Sharks (2 - 0)         |                       |          |
| 1998                                            | Sallén - New Wave     | 80 - 66  |
| 1998                                            | New Wave - Sallén     | 57 - 63  |

### Kvartsfinaler
| Datum                                                   | Match                     | Resultat                |
| ------------------------------------------------------- | ------------------------- | ----------------------- |
| Solna Vikings - Södertälje Kings (1 - 3)                |                           |                         |
| 1998                                                    | Solna - Södertälje        | 98 - 91                 |
| 1998                                                    | Södertälje - Solna        | 103 - 82                |
| 1998                                                    | Solna - Södertälje        | 90 - 94                 |
| 1998                                                    | Södertälje - Solna        | 109 - 103 e.förlängning |
| 08 Stockholm Human Rights - Norrköping Dolphins (2 - 3) |                           |                         |
| 1998                                                    | 08 Stockholm - Norrköping | 102 - 99                |
| 1998                                                    | Norrköping - 08 Stockholm | 103 - 98                |
| 1998                                                    | 08 Stockholm - Norrköping | 85 - 69                 |
| 1998                                                    | Norrköping - 08 Stockholm | 97 - 93                 |
| 1998                                                    | 08 Stockholm - Norrköping | 75 - 78                 |
| M7 Borås - Sundsvall Dragons (3 - 2)                    |                           |                         |
| 1998                                                    | M7 - Sundsvall            | 75 - 80                 |
| 1998                                                    | Sundsvall - M7            | 71 - 72                 |
| 1998                                                    | M7 - Sundsvall            | 72 - 62                 |
| 1998                                                    | Sundsvall - M7            | 83 - 75                 |
| 1998                                                    | M7 - Sundsvall            | 82 - 75                 |
| Plannja Basket - Sallén Basket (3 - 1)                  |                           |                         |
| 1998                                                    | Plannja - Sallén          | 83 - 70                 |
| 1998                                                    | Sallén - Plannja          | 80 - 62                 |
| 1998                                                    | Plannja - Sallén          | 69 - 51                 |
| 1998                                                    | Sallén - Plannja          | 74 - 96                 |
| 1998                                                    | 08 Stockholm - Sallén     | 114 - 100               |

### Semifinaler
| Datum                                          | Match                   | Resultat |
| ---------------------------------------------- | ----------------------- | -------- |
| Norrköping Dolphins - Södertälje Kings (3 - 2) |                         |          |
| 1998                                           | Norrköping - Södertälje | 85 - 81  |
| 1998                                           | Södertälje - Norrköping | 83 - 91  |
| 1998                                           | Norrköping - Södertälje | 88 - 96  |
| 1998                                           | Södertälje - Norrköping | 95 - 78  |
| 1998                                           | Norrköping - Södertälje | 82 - 69  |
| Plannja Basket - M7 Borås (3 - 0)              |                         |          |
| 1998                                           | Plannja - M7            | 106 - 80 |
| 1998                                           | M7 - Plannja            | 70 - 95  |
| 1998                                           | Plannja - M7            | 99 - 72  |

### Final
| Datum                                        | Match                | Resultat |
| -------------------------------------------- | -------------------- | -------- |
| Plannja Basket - Norrköping Dolphins (1 - 3) |                      |          |
| 1998                                         | Plannja - Norrköping | 85 - 86  |
| 1998                                         | Norrköping - Plannja | 88 - 76  |
| 1998                                         | Plannja - Norrköping | 106 - 80 |
| 1998                                         | Norrköping - Plannja | 88 - 68  |

## Svenska mästarna
- Norrköping Dolphins